# STエンジニアリング
STエンジニアリング（英: Singapore Technologies Engineering Ltd）は、シンガポールに本社を置く、航空宇宙、電子機器、土地開発、海上分野の計画、サービスを行う総合工学企業。

## 概要
STエンジニアリングは2015年にシンガポール証券取引所では最大となる63.4億ドルの収益を上げ、アジアでも特に大きい防衛・工学企業である。ストレーツ・タイムス指数、MSCIシンガポール指数、シンガポール証券取引所サステナビリティ指数に掲載されている。世界に23,000人の従業員を抱え、24ヶ国にある46都市に、100社以上の子会社、系列会社をもつ。
シンガポール以外では、米国、英国、インドネシア、フィリピン、アラブ首長国連邦、ブラジル、スウェーデン、インド、タイ、フィンランドを含む100カ国以上に防衛製品を販売している。対人地雷、クラスター弾、白リン弾およびその関連主要部品の設計、生産、販売は行っていない。
2007年3月、フォーブス誌によって、航空宇宙および防衛産業で19位、世界最大の上場企業2,000社のうち1,661位にランクされた。2021年、ストックホルム国際平和研究所が発表した世界の防衛製造業者トップ100のリストで61位にランクされた。

## 歴史
前身となるチャータード・インダストリーズ・オブ・シンガポールは1967年にシンガポール政府によって弾薬メーカーとして設立された。その後、航空宇宙と造船に関連する事業が設立され、STの傘下に置かれた。STグループは1990年に商業化され、シンガポールと米国で最初の製造、修理、オーバーホール施設を設立した。1997年12月、ST Aerospace、ST Electronics、ST Kinetics、ST Marineの4つの上場企業が合併してSTエンジニアリングが設立され、シンガポール証券取引所に上場した。